# الحزام الأسود (مجلة)
الحزام الأسود (بالإنجليزية: Black Belt)‏ هي مجلة أمريكية تغطي فنون الدفاع عن النفس والرياضات القتالية. يقع مقر المجلة في فالنسيا، كاليفورنيا، وهي واحدة من أقدم المجلات المخصصة للفنون القتالية في الولايات المتحدة.